# Idé & Tendens
Idé & Tendens var en tankesmedja grundad av Sveriges socialdemokratiska arbetareparti och Arbetarnas bildningsförbund (ABF) och som på olika sätt stimulerat debatten om arbetarrörelsens uppgifter och utmaningar. 2006 slogs delar av LO Idédebatt och Idé & Tendens ihop och en ny tankesmedja bildades: Arbetarrörelsens Tankesmedja (numera Tankesmedjan Tiden), som drivs gemensamt av Socialdemokraterna, LO och Arbetarnas bildningsförbund.